# Retrato de hombre con libro (Parmigianino)
El Retrato de hombre con libro es una pintura al óleo sobre lienzo de 70 cm x 52 cm del maestro italiano Parmigianino, datado en 1524 aproximadamente y conservado en la City Art Gallery de York.

## Historia y descripción
La obra formó parte de las colecciones Farnesio que tras llegar a Nápoles en 1724 fueron saqueadas por los franceses en 1789 finalizando luego dispersas. Una copia sobre esmalte de H. Bone y datada en 1810 recuerda en la inscripción que en ese momento la obra original estaba en Todi en las colecciones de Angelo Bonelli.
Reaparecido en el mercado anticuario en 1931, fue vendido, atribuido a Correggio, en una subasta de Christie's a F.D. Lycett Green, el cual años después lo donó a la galería de York junto con otras ciento treinta obras de su colección. 
Ya en el museo la atribución fue modificada a Parmigianino, pero Copertini (1962) formuló una nueva hipótesis, asignándolo a Girolamo Mazzola Bedoli como copia de un perdido original de Correggio. En esa ocasión propuso también una interpretación para la escritura que apenas se lee sobre el libro, "En Aet[ernum et] Ultra". Los estudiosos posteriores sin embargo reafirmaron la autoría de Parmigianino, sobre todo confrontando la obra con otros retratos anteriores al viaje romano, con los cuales tiene en común la fuerte interpretación psicológica, la iluminación fuerte y expresiva, el protagonismo dado a la mano, ornamentada con anillos. Esta parece remitir, bastante puntualmente, a la mano deformada del reflejo en el espejo convexo del autorretrato juvenil de Viena. 
El protagonista aparece de hecho a media figura mientras, apoyándose en una superficie ligeramente curva cubierta por una costosa y exótica alfombra oriental, sostiene un grueso libro abierto, acercándoselo y colocándolo en diagonal, lo que da a la composición un aspecto muy dinámico. 
El retratado viste una amplia casaca negra y una gorra informalmente ladeada del mismo color. De ella emerge la camisa blanca plisada con puños bordados (trazada con rápidas pinceladas de blanco) y una manga purpurea. El rostro, estudiado con esmerado realismo, muestra cabello rizado, corto y negro, y una espesa barba. Algunos surcos sobre el rostro indican la edad madura del hombre, ya cerca de los cuarenta, y muy original es la pose del rostro, girado ligeramente hacia abajo y con la mirada alzada hacia adelante, medio en sombra, que en cuanto a originalidad y expresividad está a la misma altura que los mejores ejemplos de Tiziano de la misma época. El fondo es de color verde muy oscuro, con una banda dorada que simula una estola bordada, decorada a candelieri.

## Otros proyectos
- Wikimedia Commons contiene immagini o altri file su Ritratto d'uomo con libro

- Datos: Q3937415
- Multimedia: Man with book by Parmigianino / Q3937415